# Le vacanze dell'83
Le vacanze dell'83 è un brano musicale del gruppo musicale italiana Baustelle pubblicato nel 2000 come singolo apripista dall'album Sussidiario illustrato della giovinezza. Il brano, ambientato negli anni '80, descrive le prime pulsioni erotiche ed emotive di un ragazzino in vacanza in una colonia estiva al mare e fu usato dalla band per concludere i loro concerti.